# Sepp Kunze
Sepp Kunze (* 4. Dezember 1988) ist ein deutscher Fußballspieler. Der Abwehrspieler spielt seit Sommer 2013 für den FC Oberlausitz Neugersdorf.

## Karriere
Bis 1996 spielte Kunze in Berlin beim SC Siemensstadt. 1996 ging er zu Dynamo Dresden. Ab 2007 spielte er in der zweiten Mannschaft der Dresdener. In der Saison 2009/10 hatte er außerdem vier Einsätze in der ersten Mannschaft. 2013 wechselte er in die Oberliga Nordost-Süd zum FC Oberlausitz Neugersdorf.